# Kamstaartbuidelrat
De kamstaartbuidelrat of kowari (Dasyuroides byrnei) is een roofbuideldier, en de enige soort in het geslacht Dasyuroides. De wetenschappelijke naam van de soort werd voor het eerst geldig gepubliceerd door Walter Baldwin Spencer in 1896.

## Beschrijving
Het is een stevige buidelrat die te herkennen is aan de staart: de eerste helft is wit en nauwelijks behaard, de tweede is bedekt met lange zwarte haren. De bovenkant is olijfgrijs, de onderkant wit, met een scherpe scheiding. Het dier heeft een puntige bek, grote, rechtopstaande oren en grote, donkere ogen met daaromheen een bleke ring. De kop-romplengte bedraagt 138 tot 180 mm, de staartlengte 110 tot 135 mm en het gewicht 70 tot 140 g.

## Leefwijze
Deze solitaire soort is 's nachts actief in woestijnachtige gebieden en voedt zich met relatief grote prooien, zoals hagedissen, vogels, knaagdieren en vrij grote insecten, die met een snelle reeks beten worden gedood. Het dier paart tussen mei en december, meestal na regen.

## Verspreiding
Dit dier komt voor in de buurt van het Eyremeer in Zuidwest-Queensland en Noordoost-Zuid-Australië, waar hij leeft in steenwoestijnen.